# 해직교수협의회
해직교수협의회는 1978년 4월 13일 발족한 대한민국 해직 교수 단체다. 발족과 함께 “동료교수들에게 보내는 글”을 발표했다.

## 배경
1977년 12월 2일 해직교수 13명이 “민주교육선언” 담화문을 발표하고, 1978년 3월 24일에는 해직교수협의회 발족을 결의하면서 한국 기독자 교수 협의회와 함께 “언론계 여러분들에게 보내는 공개장”을 발표해서 여성노동자 들이 기독교방송국에 몰려가 인천 동일 방직에서 일어난 노조 탄압에 관한 보도가 없는 것에 항의한 사건에 대해 언론의 떳떳한 자세를 촉구하고, 앞으로는 국민이 마땅히 알아야 할 사건 들에 대해 감춤없이 보도해 줄 것을 촉구했다.

## 경과
1978년 6월에는 전남대학교 교수 11명이 “우리의 교육지표”라는 글을 발표하고 송기숙 교수는 긴급조치 9호 위반으로 구속되었으며, 전원 해직되었다. 이 글의 파급효과는 커서 학생, 종교계, 자유실천문인협의회, 해직교수협의회, 한국인권운동협의회 등의 지지시위와 성명이 잇따랐다.

## 활동
- 1978년 5월 26일 자유실천문인협의회와 담화문 “시인, 지식인을 석방하라” 발표
- 1978년 10월 20일 담화문 “우리들의 입장” 발표
- 1979년 8월 24일 담화문 “다시 새학기를 맞으면서” 발표

## 같이 보기
- 민주화를 위한 전국교수협의회